# Nufolket
Nu (kinesiska 怒族, pinyin: Nùzú) är ett folk i sydvästra Kina, (huvudsakligen boende i provinsen Yunnan. De har gett sitt namn till Nu-floden, en sektion av Salween. Folket räknas som ett av Kinas 56 officiella minoritetsfolk.